# ماریا کریستین یولیانتی
ماریا کریستین یولیانتی (انگلیسی: Maria Kristin Yulianti؛ زادهٔ ۲۵ ژوئن ۱۹۸۵) بدمینتون‌باز اهل اندونزی است.